# Stevy Okitokandjo
Stevy Okitokandjo (Haarlem, 18 juni 1994) is een Nederlands voetballer die als aanvaller speelt. 
In de zomer van 2014 werd Stevy door KV Mechelen weggehaald bij de jeugd van AA Gent. Hij werd echter al direct uitgeleend aan KSV Roeselare, dat tijdens het seizoen 2014-2015 uitkomt in de Belgische Tweede klasse. Daar mocht hij op de eerste speeldag al direct in de basis starten. In september 2015 maakte hij de overstap naar Patro Eisden Maasmechelen. Sinds 2017 speelt hij in Portugal.

## Statistieken
| Seizoen         | Club              | Competitie         | Competitie | Competitie | Play-offs | Play-offs | Beker | Beker | Totaal | Totaal |
| Seizoen         | Club              | Competitie         | Wed.       | Dlp.       | Wed.      | Dlp.      | Wed.  | Dlp.  | Wed.   | Dlp.   |
| --------------- | ----------------- | ------------------ | ---------- | ---------- | --------- | --------- | ----- | ----- | ------ | ------ |
| 2014-2015       | KV Mechelen       | Jupiler Pro League | 0          | 0          | 0         | 0         | 0     | 0     | 0      | 0      |
| 2014-2015       | → KSV Roeselare   | Tweede klasse      | 25         | 5          | 0         | 0         | 1     | 0     | 26     | 5      |
| 2015-2016       | → Patro Eisden    | Tweede klasse      | 22         | 5          | 0         | 0         | 0     | 0     | 22     | 5      |
| 2016-2017       | Excelsior Virton  | Tweede klasse      | 25         | 4          | 0         | 0         | 0     | 0     | 25     | 4      |
| 2017-2018       | Leixões SC        | Segunda Liga       | 12         | 0          | 0         | 0         | 1     | 0     | 13     | 0      |
| 2017-2018       | → SC Olhanense    | Campeonato         | 11         | 6          | 0         | 0         | 3     | 0     | 14     | 6      |
| 2018-2019       | → SC Olhanense    | Campeonato         | 23         | 13         | 0         | 0         | 0     | 0     | 23     | 13     |
| 2019-2020       | SB Castelo Branco | Campeonato         | 24         | 10         | 0         | 0         | 0     | 0     | 24     | 10     |
| 2020-2021       | CD Mafra          | Campeonato         | 27         | 7          | 0         | 0         | 1     | 0     | 28     | 7      |
| 2021-2022       | CD Mafra          | Campeonato         | 16         | 3          | 0         | 0         | 4     | 0     | 20     | 3      |
| Carrière totaal | Carrière totaal   | Carrière totaal    | 186        | 53         | 0         | 0         | 10    | 0     | 196    | 53     |